# Pelosia jezoensis
Pelosia jezoensis là một loài bướm đêm thuộc phân họ Arctiinae, họ Erebidae.